# Drimia pusilla
Drimia pusilla là một loài thực vật có hoa trong họ Măng tây. Loài này được Jacq. ex Willd. mô tả khoa học đầu tiên năm 1799.